# Područna nogometna liga NSP Karlovac 1972./73.
| Mj. | Klub                         | Sus.                   | Pobj.                  | Ner.                   | Por.                   | GR.                    | Bod.                   |
| --- | ---------------------------- | ---------------------- | ---------------------- | ---------------------- | ---------------------- | ---------------------- | ---------------------- |
| 1.  | NK Metalijum Jastrebarsko    | 20                     | 17                     | 2                      | 1                      | 93:22                  | 36                     |
| 2.  | NK Vatrogasac Gornje Mekušje | 20                     | 15                     | 3                      | 2                      | 90:27                  | 33                     |
| 3.  | NK Korana Turanj             | 20                     | 11                     | 4                      | 5                      | 63:42                  | 26                     |
| 4.  | NK Petrova gora Vojnić       | 20                     | 12                     | 1                      | 7                      | 56:49                  | 24                     |
| 5.  | NK Slunj                     | 20                     | 11                     | 2                      | 7                      | 56:49                  | 24                     |
| 6.  | NK Kupa Donje Mekušje        | 20                     | 10                     | 2                      | 8                      | 57:56                  | 22                     |
| 7.  | NK Cvetković                 | 20                     | 8                      | 3                      | 9                      | 46:40                  | 19                     |
| 8.  | NK Dobra Novigrad na Dobri   | 20                     | 5                      | 5                      | 10                     | 43:66                  | 15                     |
| 9.  | NK Mrežnica Zvečaj           | 20                     | 4                      | 1                      | 15                     | 29:72                  | 9                      |
| 10. | NK Kordun Krnjak             | 20                     | 3                      | 1                      | 16                     | 30:65                  | 7                      |
| 11. | NK Omladinac Draganić        | 20                     | 1                      | 2                      | 17                     | 19:105                 | 4                      |
| 12. | NK Kamensko                  | odustalo od natjecanja | odustalo od natjecanja | odustalo od natjecanja | odustalo od natjecanja | odustalo od natjecanja | odustalo od natjecanja |

## Poveznice
- Međuopćinska liga Karlovac – Kutina – Sisak 1972./73.